# Джордже Ананія
Джордже Ананія (рум. George Anania; 14 липня 1941, Мегуреле — 5 квітня 2013, Ілфов) — румунський письменник-фантаст та перекладач. Більшість творів написав у співавторстві з Ромулусом Бербулеску.

## Біографія
Джордже Ананія народився неподалік Бухареста в селі Мегуреле. Після закінчення бухарестського ліцею імені Георге Шинкая він навчався у Бухарестському університеті на відділенні румунської мови та літератури, після закінчення якого захистив диплом на тему «Деякі особливості науково-фантастичної літератури». Після закінчення університету працював музеєзнавцем, етнографом; пізніше працював сценаристом на кіностудії.
У літературі Джордже Ананія дебютував у 1962 році, коли він у співавторстві з Ромулусом Бербулеску опублікував роман «Водяне сузір'я» (рум. Constelatia din ape) у серії книг «Colectia Povestiri Stiitifico Fantastice». У подальшому більшість своїх творів Ананія написав у співавторстві з Бербулеску. У 1965 році письменники опублікували роман «Доандо» (рум. Doando), а в 1967 році роман «Статуя змії» (рум. Statuia sarpelui). У 1969 році Ананія і Бербулеску створюють сценарій до фільму «Планета голубих тіней», який у 1993 році переробляють у однойменний роман (рум. Planeta fantomelor albastre), також у 1969 році вони видають роман «Ферма кам'яних людей» (рум. Ferma oamenilor de piatră). У 1973 році письменники опублікували роман «Паралель-загадка» (рум. Paralela-enigmă), а в 1977 році роман «Лагідна змія нескінченності» (рум. Şarpele blând al infinitului). Після падіння комуністичного режиму Ананія і Бербулеску розпочали трилогію про роботів, перший з романів якої «Яким маленьким може бути пекло?» (рум. Cât de mic poate fi infernul?) вийшов у 1992 році, а третій роман «Боротьба з ангелом» (рум. Lupta cu îngerul) вийшов у 2006 році, та став останнім спільним твором письменників. Разом вони також написали близького 20 сценаріїв для радіоп'єс. Самостійно Джордже Ананія видав біографічні романи «Залізний корсар» і «Зоряний дощ», у 1981 році вийшов фантастичний роман «Тест надійності» (рум. Test de fiabilitate), а в 1984 році «Операція „Меч“» (рум. Acţiunea «Lebăda»). У 1987 році Ананія видав фантастичний роман для дітей «Незвичайний досвід» (рум. O experienta neobisnuita).
Помер Джордже Ананія 5 квітня 2013 року неподалік Бухареста.

## Премії та нагороди
У 1990 Джордже Ананія разом із Ромулусом Бербулеску отримали премію Єврокону як кращі письменники-фантасти. У 2011 році Джордже Ананія нагороджений Премією Галілея за багаторічний внесок до фантастичного жанру.

## Вибрана бібліографія

### У співавторстві з Ромулусом Бербулеску
- 1962 — Водяне сузір'я (рум. Constelatia din ape)
- 1965 — Доандо (рум. Doando)
- 1967 — Статуя змії (рум. Statuia sarpelui)
- 1969 — Ферма кам'яних людей (рум. Ferma oamenilor de piatră)
- 1973 — Паралель-загадка (рум. Paralela-enigmă)
- 1977 — Лагідна змія нескінченності (рум. Şarpele blând al infinitului)
- 1992 — Яким маленьким може бути пекло? (рум. Cât de mic poate fi infernul?)
- 1993 — Планета голубих тіней (рум. Planeta fantomelor albastre)
- 2006 — Боротьба з ангелом (рум. Lupta cu îngerul)

### Власні твори
- 1963 — Бухта любові (рум. Limanul dragostei)
- 1963 — Останнє послання (рум. Cel din urmă mesaj)
- 1966 — Залізний корсар (рум. Corsarul de fier)
- 1969 —Зоряний дощ (рум. Ploaia de stele)
- 1981 — Тест надійності (рум. Test de fiabilitate)
- 1984 — Операція «Меч» (рум. Acţiunea «Lebăda»)
- 1987 — Незвичайний досвід (рум. O experienta neobisnuita)